# Lilith (banda)
LILITH es una banda colombiana de rock de la ciudad de Medellín, Antioquia. LILITH se ha caracterizado por ser una banda femenina, eso la hace una banda única en el ámbito roquero de Colombia, no solo por ser integrada por mujeres sino por su calidad musical, exploración de varios sonidos y un fuerte desenvolvimiento en vivo. 
Hacen una mezcla de rock con elementos alternativos como guitarras, bajos y baterías influenciadas por el Hard Rock y el Rock contemporáneo, voces y coros versátiles y teclados melancólicos y etéreos, explorando también el Rock en Español, haciéndola una banda con un sonido muy sofisticado, fresco y hasta con nuevas fusiones, como lo cita el webzine Gothic World cuando se ubicó como banda del mes: "LILITH con su disposición profesional hacia la música, sus mezclas de ritmos clásicos y fuertes y con su innegable fuerza escénica han logrado representar a las personas que están cansadas de ser parte de esa onda popular en cuanto a música que consume al país y que por el contrario pide diversidad de géneros y tendencias de rock".
Según la mitología hebrea, LILITH es el nombre de la primera esposa de Adán antes de Eva, abandonando a este por su propia iniciativa. La banda hace esta referencia para destacar su intención de hacer música Rock liderada por mujeres músicos, por sus contrastes musicales y la primera en su género en Medellín y Colombia.

## Historia
LILITH se forma cuando Tatiana González (Guitarra) y Sara Delgado (Voz) forman una banda de solamente mujeres en 2000: "deciden apostarle a esta innovadora idea de hacer música y demostrar que las mujeres definitivamente poseen, además de belleza y ternura, el talento necesario para mover público rockero". Como muchas bandas, empezaron tocando canciones de sus artistas favoritos, especialmente de Rock Alternativo como Alanis Morrisette, Cranberries y Veruka Salt para después componer su propia música. La mayoría de sus canciones propias compuestas en el inicio se hicieron en inglés. Su música es versátil, fresca y algo melancólica, sus líricas referencian sus vivencias, emociones, sentimientos desepertando una gran reflexión en el oyente.
En 2002, la banda graba el álbum Lilith: Playground como primer álbum oficial de la banda aunque ya en años anteriores habrían grabado demos de menor calidad pero que ya mostraban lo que sería la banda de ahí en adelante, este trabajo contiene títulos conocidos como: Catfight, Sexxx toy y Overcome.
En 2005 lanzan su primer videoclip, de la canción Catfight, también en el mismo año la banda empieza a componer y preparar un nuevo álbum, esta vez más en español y en 2008 lanzan su segundo video Stalker.
Desde finales de 2007 se escucha el rumor de un nuevo disco. Se une el baterista José Julián Mejía "Repe".
En 2010 lanzan su segundo trabajo discográfico Requiem.
Se retiraron de los escenarios a finales de 2011 y regresaron en octubre de 2018. 
En 2019 lanzaron su sencillo y videoclip SCREAM! que es una muestra de la evolución musical y visual del que será su tercer trabajo discográfico. 
Nota: Además de LILITH formada en Colombia, hay por lo menos dos artistas con este nombre. Primero Lilith (1999, Sudamérica, La Paz), segundo LILITH (2002, España).

## Conciertos
La banda ha tocado en decenas de conciertos en Colombia los más relevantes en escenarios tales como el Bogotá Fashion 2002, la inauguración del Parque de las Luces, fue banda fuera de concurso en el Festival Internacional Altavoz (1.º de octubre de 2005 y Final el 26 de noviembre de 2005), Festival de Bandas Hard Rock Taller 2002-2003, en este último escogida como la mejor banda de rock, según el público asistente y los televidentes de Caracol, Telemedellín, Teleantioquia, Canal U y Paisavision, Ancón 2005, Altavoz 2005, y el Festival 8000 Hertz en el Teatro Matacandelas, Mucha Música de City Tv en 2005, en 2007 con Tenebrarum en el Club Gótica, en 2008 abrió el concierto de la agrupación neerlandesa Within Temptation en Manizales y "Primer festival Medellín, las mujeres y las artes 2009".
Otros: Caminata por La Paz San Jerónimo 2002 televisado por Teleantioquia – Musinet (12 de abril de 2002), Festival Sol Rock 2002, Teatro Matacandelas (28 de junio de 2002 y 25 de mayo de 2005), Mederock en el Teatro al aire libre Carlos Vieco (2 de agosto de 2003), Festival de Ancón (6 de marzo de 2005), en vivo por Musinet, junto con G98 (2 de junio de 2005), 2.º Festival Rock naciente en Fredonia (9 y 10 de julio de 2005), Día de la Pereza en Itagüi (14 de agosto de 2005), en el Teatro Universitario de la U de A “Camilo Torres (16 de febrero de 2007), además de fiestas universitarias, colegios, bares y diferentes festivales. Participó en el Festival de Rock en Río Sucio-Caldas (3 y 4 de julio de 2005), además pudo compartir con el público de Cartago-Valle (20 de enero de 2006) y Manizales (11 de febrero de 2006).
Participaron en el Festival Internacional Altavoz( 2010). En el 2011 participaron en el Concierto por la Paz en Carabobo Norte, en el festival Zona Rock en Chinchiná y en el Rockcristobal Fest. A su regreso en 2019, han participado en el Festival Grito de las Silenciadas en Marinilla, estarán en la Fiesta de la Música el 21 de junio y en las eliminatorias Ciudad Altavoz el 19 de julio.

## Integrantes
- Camila Botero - voz.
- Tatiana González - guitarra.
- Marcela Carmona - teclados y voz
- María Clara Arenas- bajo.
- Andres Giraldo- batería.

## Exintegrantes
- Sara Delgado - voz
- José Julián Mejía - batería
- Catalina Villegas - bajo.
- Valentina Velásquez - batería
- Gloria Mesa - bajo.
- Laura Plata - guitarra.
- Pamela Ospina - batería y voz.
- Viviana Suárez - bajo, contrabajo y voz.
- María Alejandra Camacho - bajo.
- Cristina Escobar - bajo.
- Elizabeth Echeverri - bajo.
- Elizabeth Posada - guitarra.
- Alejandra Ramírez - batería.

## Discografía
- LILITH: Requiem (2010).
- LILITH: Playground (2002)

## Sencillos
- Catfight (2003.
- Requiem (2004).
- Stalker (2008).
- SCREAM! (2019).
- I See Them (2020).
- Palabras (2020).
- ¡NO QUIERO MÁS! (2020).

## Videos
- Catfight (2005).
- Stalker (2008).
- SCREAM! (2019).
- Palabras (2020).
- ¡NO QUIERO MÁS! (2020).